# Ricciarda Cybo Malaspina
Ricciarda Cybo-Malaspina (Genova, 20 marzo 1622 – Novellara, 15 ottobre 1683) è stata una nobildonna italiana.
Appartenne alla famiglia Cybo-Malaspina.

## Biografia
Era figlia di Carlo I Cybo-Malaspina, Principe di Massa e Marchese di Carrara e della consorte duchessa Brigida Spinola (figlia di Giannettino Spinola, patrizio di Genova, marchese di Calice e signore di Castellaro).
I suoi genitori ebbero 14 figli, tra cui:
- Alberico II, succeduto al padre come sovrano duca di Massa e Carrara;
- Maria, che sposò Galeotto IV Pico della Mirandola, principe ereditario di Mirandola e Concordia (da questo matrimonio discesero i duchi sovrani di Mirandola, estinti nel 1708;[3]
- Alderano, cardinale;
- Lorenzo, vescovo di Jesi;
- Odoardo, patriarca latino di Costantinopoli,[4] cardinale di Seleucia.

Ricciarda, chiamata anche Ricciarda Cybo Gonzaga, non è da confondersi né con la sua bisnonna, Ricciarda Malaspina, né con la nipote, Ricciarda Gonzaga o Ricciarda Gonzaga Cybo.
Nel febbraio 1647 sposò Alfonso II Gonzaga (1616-1678), conte sovrano di Novellara, ramo dei Gonzaga di Novellara.
Morì a Novellara nel 1683.

## Matrimonio e discendenti
Diede al marito quattro figli:
- Carlo (1648-29 settembre 1657), patrizio veneto, morto in tenera età;
- Camillo (1649-1727), patrizio veneto, successore del padre nel governo della contea;
- Caterina (1651-1723), patrizia veneziana, che sposò Carlo Giustiniani, principe di Bassano;
- Carlo, patrizio veneto, morto in tenera età.

## Ascendenza
|                                        |                                    |                                      | Genitori                                      |  |  | Nonni |  |  | Bisnonni                  |  |  | Trisnonni    |  |
|                                        |                                    |                                      |                                               |  |  |       |  |  | Alberico I Cybo-Malaspina |  |  | Lorenzo Cybo |  |
|                                        |                                    |                                      |                                               |  |  |       |  |  | Alberico I Cybo-Malaspina |  |  | Lorenzo Cybo |  |
|                                        |                                    | Ricciarda Malaspina                  |                                               |  |  |       |  |  | Alberico I Cybo-Malaspina |  |  |              |  |
| Alderano Cybo-Malaspina                |                                    |                                      |                                               |  |  |       |  |  | Alberico I Cybo-Malaspina |  |  |              |  |
|                                        |                                    | Elisabetta della Rovere              | Francesco Maria I Della Rovere                |  |  |       |  |  |                           |  |  |              |  |
|                                        |                                    | Elisabetta della Rovere              | Francesco Maria I Della Rovere                |  |  |       |  |  |                           |  |  |              |  |
|                                        |                                    | Elisabetta della Rovere              | Eleonora Gonzaga Della Rovere                 |  |  |       |  |  |                           |  |  |              |  |
| Carlo I Cybo-Malaspina                 |                                    | Elisabetta della Rovere              |                                               |  |  |       |  |  |                           |  |  |              |  |
|                                        |                                    | Francesco d'Este                     | Alfonso I d'Este                              |  |  |       |  |  |                           |  |  |              |  |
|                                        |                                    | Francesco d'Este                     | Alfonso I d'Este                              |  |  |       |  |  |                           |  |  |              |  |
|                                        |                                    | Francesco d'Este                     | Lucrezia Borgia                               |  |  |       |  |  |                           |  |  |              |  |
| Marfisa d'Este                         |                                    | Francesco d'Este                     |                                               |  |  |       |  |  |                           |  |  |              |  |
|                                        |                                    | …                                    | …                                             |  |  |       |  |  |                           |  |  |              |  |
|                                        |                                    | …                                    | …                                             |  |  |       |  |  |                           |  |  |              |  |
|                                        |                                    | …                                    | …                                             |  |  |       |  |  |                           |  |  |              |  |
| Ricciarda Cybo-Malaspina               |                                    | …                                    |                                               |  |  |       |  |  |                           |  |  |              |  |
|                                        | Niccolò Spinola, patrizio genovese | Luca Spinola, patrizio genovese      |                                               |  |  |       |  |  |                           |  |  |              |  |
|                                        | Niccolò Spinola, patrizio genovese | Luca Spinola, patrizio genovese      |                                               |  |  |       |  |  |                           |  |  |              |  |
|                                        | Niccolò Spinola, patrizio genovese | Paola Fogliani, patrizia genovese    |                                               |  |  |       |  |  |                           |  |  |              |  |
| Giannettino Spinola, patrizio genovese | Niccolò Spinola, patrizio genovese |                                      |                                               |  |  |       |  |  |                           |  |  |              |  |
|                                        |                                    | Placida Doria, patrizia genovese     | Giannettino Doria, patrizio genovese          |  |  |       |  |  |                           |  |  |              |  |
|                                        |                                    | Placida Doria, patrizia genovese     | Giannettino Doria, patrizio genovese          |  |  |       |  |  |                           |  |  |              |  |
|                                        |                                    | Placida Doria, patrizia genovese     | Ginetta Centurione, patrizia genovese         |  |  |       |  |  |                           |  |  |              |  |
| Brigida Spinola, patrizia genovese     |                                    | Placida Doria, patrizia genovese     |                                               |  |  |       |  |  |                           |  |  |              |  |
|                                        |                                    | Stefano De Mari, patrizio genovese   | Francesco De Mari, patrizio genovese          |  |  |       |  |  |                           |  |  |              |  |
|                                        |                                    | Stefano De Mari, patrizio genovese   | Francesco De Mari, patrizio genovese          |  |  |       |  |  |                           |  |  |              |  |
|                                        |                                    | Stefano De Mari, patrizio genovese   | Lelia Pallavicini, patrizia genovese          |  |  |       |  |  |                           |  |  |              |  |
| Diana De Mari, patrizia genovese       |                                    | Stefano De Mari, patrizio genovese   |                                               |  |  |       |  |  |                           |  |  |              |  |
|                                        |                                    | Veronica Grimaldi, patrizia genovese | Giovanni Battista Grimaldi, patrizio genovese |  |  |       |  |  |                           |  |  |              |  |
|                                        |                                    | Veronica Grimaldi, patrizia genovese | Giovanni Battista Grimaldi, patrizio genovese |  |  |       |  |  |                           |  |  |              |  |
|                                        |                                    | Veronica Grimaldi, patrizia genovese | Maddalena Pallavicini, patrizia genovese      |  |  |       |  |  |                           |  |  |              |  |
|                                        |                                    | Veronica Grimaldi, patrizia genovese |                                               |  |  |       |  |  |                           |  |  |              |  |